# Äetsä kyrkoby
Äetsä kyrkoby (finska: Äetsän kirkonkylä) är en tätort (finska: taajama) i Sastamala stad (kommun) i landskapet Birkaland i Finland. Fram till 2009 var Äetsä kyrkoby centralorten för kommunen med samma namn. Vid tätortsavgränsningen den 31 december 2021 hade Äetsä kyrkoby 2 090 invånare och omfattade en landareal av 9,61 kvadratkilometer.
Tätorten består av flera byar, varav den största är byn Pehula. I talspråket heter tätorten oftast Pehula enligt den största byn. Tätorten går även under namnet Keikyä.